# Tei
Tei（韓語：테이，1983年4月4日—），原名金鎬京（韓語：김호경），是南韓歌手，於2004年以《愛情...留下香氣》一曲出道，被譽為抒情曲的皇太子。代表曲包括《愛情...留下香氣》、《愛情...只有一次》、《相同枕頭》。

## 經歷
Tei從小體格健壯，力氣大，被老師推薦參加摔跤、柔道、鉛球等多種運動比賽。同時，Tei是成績優異的學生，學生時期經常擔任班長，中學時擔任全校副會長，高中時擔任善導部長。高中是校內搖滾樂隊「氰化鉀」的主唱，因沉迷搖滾音樂，成績一落千丈至全級倒數，看到父親的眼淚後發奮圖強，成績升至全級第十一名。
Tei大學時期被星探發掘去首爾，經過一年的訓練於2004年以《愛情...留下香氣》一曲出道，專輯銷量突破十萬張，擊敗李秀英、徐太志、申昇勳等多位大前輩在音樂節目奪冠。2005年2月，Tei以二輯《UcuPraCacia》回歸，但主打歌《愛情...只有一次》在回歸前音源洩漏，非法下載量已經超過十萬，損失約為1億韓元。即使音源洩漏，二輯仍獲得良好反應，在Cyworld一週內就銷售了80萬次，僅音源線上銷售額就超過了10億韓元。專輯銷量逾十二萬張，同張專輯中主打歌《愛情...只有一次》和後續曲《Thorn tree that loved yearning》皆奪得一位。3月29-30日在首爾奧林匹克公園擊劍競技場舉行的首場單獨演唱會上，吸引了超過1萬多名觀衆到場觀看，在昌原、富川、全州、蔚山、釜山、水原六個城市的演出門票售罄。11月，三輯《第3次感動》銷量超過九萬，主打曲《Shout out longing》奪得一位。2006年，Tei在世宗文化會館舉行單獨演唱會。2007年2月，四輯《愛人》在專輯銷量和各種音樂網站中名列前茅，主打曲《相同枕頭》（韓語：같은 베개）MV邀請高中校友李莞出演。
2011年成為樂隊Handsome People的主唱及於tvN的競賽節目《Opera Star》獲勝。觀看音樂劇《夏洛克·福爾摩斯》後迷上了音樂劇，知道舉行安可演出的消息後，馬上參加了面試，最終成功當選，於2012年3月首次挑戰音樂劇。2012年9月11日，Tei現役入伍，受好友閔庚勳推薦被選拔至軍樂隊。軍樂隊和在舞台燈光下唱歌不同，穿著軍服感受到特別冷淡的氣氛和生疏的視線，對自己產生質疑，退伍後決定忍藏身份進行街頭表演，來確定自己的聲音能否撼動大眾的內心。期後主力於音樂劇發展，作品包括《亂世佳人》、《Ludwig: Beethoven the Piano》、《黎明之瞳》等。
Tei是演藝圈有名的《鐵拳》強者，三百場勝率高達70%，因遊戲中個人簡介「戒歌很久了」成為熱議。Tei也是演藝圈有名的大胃王，一年的餐費超過了3千萬韓幣，中學時期Tei與其弟弟曾因食太多被自助餐店趕走並列入黑名單。2018年在《白種元的胡同餐館》經營漢堡店，白鍾元極力稱讚Tei製作的漢堡。節目結束後受白鍾元即興提議創業，最終在弘大正式創立自己的手製漢堡店TEISTY BURGER。2020年，漢堡店在蠶室開分店。

## 音樂作品

### 專輯
- 2004年1月6日：第一張正規專輯《The First Journey》
- 2005年2月1日：第二張正規專輯《UcuPraCacia》
- 2005年11月21日：第三張正規專輯《第3次感動》
- 2007年2月9日：第四張正規專輯《愛人》
- 2008年11月13日：第五張正規專輯《The Note》
- 2009年9月9日：第一張迷你專輯《The Shine 2009》
- 2010年8月7日：第六張正規專輯《太利》
- 2016年11月14日：第七張正規專輯《THE NEW JOURNEY》

### 單曲
- 2009年5月13日： I Miss You
- 2010年10月21日： 愛情... 是亂七八糟的（사랑은... 엉터리다）
- 2010年11月23日： 我愛你（그대를 사랑해）
- 2011年3月21日： 螢火（반딧불）
- 2013年3月8日：回憶比離別更美麗 (Adagio)
- 2015年10月20日： 思念的日子里（그리운 날에는）
- 2017年5月25日： 不要分手（헤어지지말자）
- 2021年11月3日：順理（순리）
- 2022年3月23日：原來只要一天就可以結束七年（7년을 하루만에 다 끝낼 수 있구나）
- 2022年6月22日：海邊的小島（바다가 사는 섬）
- 2022年9月18日：Monologue（모놀로그）
- 2022年12月28日：重寫這本小說的結局（이 소설의 끝을 다시 써보려 해）

### 電視劇原聲
- 2007年10月30日：SBS《說客》╴直到我的眼淚乾涸爲止（내 눈물이 마를때까지）
- 2007年12月10日：KBS《壞愛情》╴內心如此悲傷（가슴이 슬퍼）
- 2008年6月17日：SBS《食客》╴夢的時間（꿈의 시간들）
- 2009年4月17日：SBS《不是誰都能愛》╴瀟灑的人生（멋진 인생）
- 2010年4月26日：KBS《富翁的誕生》╴只要是你（그대라면）
- 2010年4月26日：KBS《浪漫小鎮》╴眼睛說的話（눈이 하는 말）
- 2010年9月14日：電視《無敵者》╴Forgiveness
- 2011年7月15日：KBS《浪漫小鎮》╴只有你（너뿐이야）
- 2015年1月5日：KBS《Healer》-眼睛說的話（눈이 하는 말）
- 2015年2月9日：KBS《Oh My Venus》╴有我在（내가 있을게）
- 2016年7月29日：KBS《任意依戀》╴從何處到何處（어디부터 어디까지）
- 2016年9月8日：MBC《Monster》╴只與你（같이만 있자）
- 2017年7月1日：tvN《秘密森林》╴像怪物一樣（괴물처럼）
- 2019年8月23日：MBC《黃金庭院》╴我的你（나의 그대）

### 其他參與作品
- 2006年11月27日： Tei ╴Love is feeling (with 惠嶺)
- 2006年12月4日： Tei & 任宰範 ╴如果秋天來臨（겨울이 오면）
- 2009年11月17日： Tei & 簡美妍 ╴7 Things That I Promise You（너에게 약속하는 7가지）
- 2009年12月22日： Tei & 羅允權 & 洪京民 & Untouchable & Youme & Gilme╴Snow Candy（눈사탕）
- 2009年12月22日： Tei & After School & Brown Eyed Girls & K.will & 簡美妍 & 淑熙 ╴下雪的村莊（눈 내리는 마을）
- 2015年4月20日： Jacoby ╴初戀 (첫사랑)(Feat. Tei)
- 2016年1月15日： Mojo ╴離別後下起第一場雨 (이별뒤에 처음내린 비)(Feat. Tei)
- 2017年3月31日： W(Where The Story Ends) ╴一擊(일격)(Feat. Tei)

## 主持

### 電台節目
- 2007年－2008年：KBS《Tei Music Island》
- 2015年－2018年4月：MBC FM4U《夢想電台（朝鲜语：꿈꾸는 라디오）》

### 節目
- 2018年：MBC M 《Casting Call》
- 2020年：Youtube 《My Music Tent》
- 2020年10月1日－ 2021年1月7日：TBS TV 《Healing Stage:致你》Season 1
- 2021年6月23日－ 2021年：TBS TV 《Healing Stage:致你》Season 2

## 演出作品

### 電視劇
- 2009年：SBS《不是誰都能愛》飾演 丹尼洪
- 2022年：SBS《社內相親》客串 餐車老闆

### 電影
- 2004年：《女高中生結婚記》

### 音樂劇
| 年度 | 題目                                 | 角色                        |
| ---- | ------------------------------------ | --------------------------- |
| 2012 | 《夏洛克·福爾摩斯:安德森家族的祕密》 | Adam Anderson/Eric Anderson |
| 2014 | 《夏洛克·福爾摩斯:安德森家族的祕密》 | Adam Anderson/Eric Anderson |
| 2015 | 《明成皇后》                         | 洪啓薰(홍계훈)              |
| 2016 | 《Jack the Ripper》                  | Jack                        |
| 2017 | 《목계나루 아가씨》                  | 김정욱                      |
| 2018 | 《亂世佳人》                         | 瑞德·巴特勒(레트 버틀러)    |
| 2019 | 《黎明的眼睛》                       | 張河林(장하림)              |
| 2019 | 《Ludwig: Beethoven the Piano》      | Ludwig(루드윅)              |
| 2019 | 《City of Angel》                    | Stone                       |
| 2020 | 《黎明的眼睛》                       | 崔大治(최대치)              |
| 2020 | 《Ludwig: Beethoven the Piano》      | Ludwig(루드윅)              |
| 2020 | 《光洲》                             | 박한수                      |
| 2021 | 《Blue Rain》                        | 루크                        |
| 2022 | 《Anna, Tchaikovsky》                | 세자르                      |
| 2022 | 《愛的迫降》                         | 具承俊(구승준)              |
| 2023 | 《Dracula》                          | 德古拉(드라큘라)            |
| 2023 | 《Ludwig: Beethoven the Piano》      | Ludwig(루드윅)              |

### 綜藝節目

#### 音樂對決節目
| 日期                     | 電視台 | 節目名稱                   | 備註                 |
| ------------------------ | ------ | -------------------------- | -------------------- |
| 2011年3月26日－5月7日    | tvN    | 《Opera Star》             | 最終優勝             |
| 2012年1月8日－1月22日    | MBC    | 《我是歌手》               |                      |
| 2015年7月12日－7月19日   | MBC    | 《神秘音樂秀：蒙面歌王》   |                      |
| 2015年7月28日－8月11日   | JTBC   | 《百人百曲-走到最後》      |                      |
| 2015年10月17日－8月11日  | JTBC   | 《隱藏歌手》（閔庚勳篇）   | 藝人評審團           |
| 2015年10月24日           | KBS    | 《不朽的名曲：傳說在歌唱》 |                      |
| 2015年11月7日            | KBS    | 《不朽的名曲：傳說在歌唱》 |                      |
| 2016年2月7日－2月14日    | MBC    | 《神秘音樂秀：蒙面歌王》   |                      |
| 2016年6月17日            | MBC    | 《二重唱歌謠祭》           |                      |
| 2016年9月2日－9月9日     | MBC    | 《二重唱歌謠祭》           |                      |
| 2016年10月30日－11月6日  | MBC    | 《神秘音樂秀：蒙面歌王》   | 藝人評審團           |
| 2016年12月3日            | KBS    | 《不朽的名曲：傳說在歌唱》 | 最終優勝             |
| 2016年12月16日－11月23日 | KBS    | 《歌曲之爭—勝負》          |                      |
| 2016年12月24日－12月31日 | KBS    | 《不朽的名曲：傳說在歌唱》 | 最終優勝             |
| 2017年2月18日            | KBS    | 《不朽的名曲：傳說在歌唱》 |                      |
| 2017年4月15日            | KBS    | 《不朽的名曲：傳說在歌唱》 |                      |
| 2018年3月10日            | KBS    | 《不朽的名曲：傳說在歌唱》 | 最終優勝             |
| 2018年6月30日            | KBS    | 《不朽的名曲：傳說在歌唱》 |                      |
| 2018年7月21日            | KBS    | 《不朽的名曲：傳說在歌唱》 | 特別MC               |
| 2019年2月9日－2月16日    | KBS    | 《不朽的名曲：傳說在歌唱》 | 1部最終優勝          |
| 2019年5月25日            | KBS    | 《不朽的名曲：傳說在歌唱》 |                      |
| 2019年8月17日            | KBS    | 《不朽的名曲：傳說在歌唱》 |                      |
| 2020年8月8日             | KBS    | 《不朽的名曲：傳說在歌唱》 |                      |
| 2020年9月25日            | MBN    | 《Voice Trot》             | 朴尚宇二重唱任務搭檔 |
| 2021年10月2日            | KBS    | 《不朽的名曲：傳說在歌唱》 |                      |
| 2022年5月15日            | MBC    | 《神秘音樂秀：蒙面歌王》   | 藝人評審團           |
| 2022年8月26日－12月16日  | MBN    | 《Avatar Singer》          | 最終優勝             |

#### 吃播和料理節目
| 日期                     | 電視台 | 節目名稱             | 備註              |
| ------------------------ | ------ | -------------------- | ----------------- |
| 2016年8月20日            | JTBC   | 《我要開動了》       |                   |
| 2016年10月19日 - 11月9日 | O'live | 《吃貨48小時》       | 最終優勝          |
| 2016年12月17日           | SBS    | 《白種元的三大天王》 |                   |
| 2016年12月28日           | tvN    | 《週三美食匯》       |                   |
| 2017年1月11日            | tvN    | 《週三美食匯》       |                   |
| 2017年4月25日            | O'live | 《今天吃什麼》       |                   |
| 2018年2月28日 - 3月21日  | O'live | 《吃貨48小時》       | 最終優勝          |
| 2018年6月15日－7月20日   | SBS    | 《白種元的胡同餐館》 | Veteran手工漢堡店 |
| 2019年1月16日            | SBS    | 《白種元的胡同餐館》 | 教授EGG MANY漢堡  |
| 2019年3月8日－3月15日    | MBC    | 《空腹者們》         |                   |
| 2019年4月23日－5月21日   | O'live | 《One Pick Road》    | One Pick:漢堡     |
| 2019年6月25日            | O'live | 《週三美食匯》       |                   |

#### 其他節目
| 日期                     | 電視台      | 節目名稱                    | 備註                            |
| ------------------------ | ----------- | --------------------------- | ------------------------------- |
| 2016年6月22日            | MBC         | 《黃金漁場 Radio Star》     | 蒙面歌王篇                      |
| 2017年2月14日            | MBC every1  | 《Video Star》              |                                 |
| 2018年6月15日－7月20日   | tvN         | 《我耳邊的糖果2》           |                                 |
| 2018年9月4日             | MBC every1  | 《Video Star》              |                                 |
| 2019年8月3日             | JTBC        | 《認識的哥哥》              |                                 |
| 2019年8月6日             | MBC every1  | 《Video Star》              |                                 |
| 2019年8月14日            | JTBC        | 《請給一頓飯》              |                                 |
| 2019年8月31日－9月7日    | MBC         | 《全知干預視角》            |                                 |
| 2019年10月12日－10月19日 | MBC         | 《全知干預視角》            |                                 |
| 2019年11月9日－11月16日  | MBC         | 《全知干預視角》            |                                 |
| 2020年1月6日             | KBS         | 《屋塔房的問題兒童們》      |                                 |
| 2020年3月24日            | MBC every1  | 《Video Star》              | 大胃王篇                        |
| 2020年9月23日            | MBC every1  | 《大韓外國人》              |                                 |
| 2020年10月6日            | TV朝鮮      | 《Good Morning Korea LIVE》 |                                 |
| 2020年10月15日           | TV朝鮮      | 《愛的Call Center》         |                                 |
| 2021年1月20日            | MBC         | 《黃金漁場 Radio Star》     |                                 |
| 2021年2月26日            | KBS Joy     | 《20世紀 Hit-song》         | 放牛唱法篇                      |
| 2021年3月18日            | MBC Every 1 | 《歡迎，首次來韓國？》      |                                 |
| 2021年3月22日            | KBS 2TV     | 《2TV 生生情報》            | 蔚山市篇                        |
| 2021年4月6日             | MBC every1  | 《Video Star》              |                                 |
| 2021年4月15日            | TV朝鮮      | 《愛的Call Center》         |                                 |
| 2021年4月20日            | SBS FiL     | 《外食的日子 at HOME》      |                                 |
| 2021年11月13日           | JTBC        | 《認識的哥哥》              |                                 |
| 2021年11月29日           | tvN story   | 《刀的戰爭》                |                                 |
| 2021年12月19日           | KBS2        | 《超人回來了》              | Zen週歲宴嘉賓                   |
| 2022年2月2日             | KBS joy     | 《國民收據》                |                                 |
| 2022年6月5日             | KBS2        | 《資本主義學校》            |                                 |
| 2022年6月9日             | Channel S   | 《重返地圖》                |                                 |
| 2022年6月21日            | TV朝鮮      | 《星期二晚上真好》          |                                 |
| 2022年7月10日            | MBC         | 《幫我找房子吧》            |                                 |
| 2022年8月20日            | MBC         | 《全知干預視角》            | 特別出演，李碩薰前往Tei的漢堡店 |
| 2022年9月15日            | MBC         | 《深夜怪談會》 第二季       |                                 |
| 2022年10月22日           | MBC         | 《全知干預視角》            |                                 |
| 2022年11月9日            | MBC         | 《黃金漁場 Radio Star》     |                                 |
| 2022年12月3日            | JTBC        | 《K-909》                   |                                 |
| 2022年12月24日           | tvN         | 《驚人的星期六》            |                                 |
| 2023年1月28日            | MBC         | 《全知干預視角》            |                                 |

## 獎項

### 大型頒獎禮獎項
- 2004 第19屆 金唱片獎新人獎
- 2004 中國CNR主辦 韓流歌手頒獎式 男子新人獎
- 2005 SBS歌謠大賞 本賞
- 2009 第17屆 韓國文化演藝大賞 歌謠部門十大歌手獎
- 2022 第10屆 大韓民國藝術文化人大賞 音樂劇部門得獎
- 2022 第30屆 韓國文化演藝大賞 Kpop歌手獎

### 音樂節目獎項
| 年度   | 得獎詳細內容 |
| 2004年 | - 愛情...留下香氣(사랑은... 향기를 남기고) - 2月 28日 MBC 《Music Camp》 1位 - 2月 29日 SBS 《人氣歌謠》 1位 - 3月 6日 MBC 《Music Camp》 1位 - 3月 7日 SBS 《人氣歌謠》 1位 - 3月 13日 MBC 《Music Camp》 1位 - 3月 14日 SBS 《人氣歌謠》 1位(Triple Crown) - 3月 20日 MBC 《Music Camp》 1位 - 3月 27日 MBC 《Music Camp》 1位(連續5週一位) |
| 2005年 | - 愛情...只有一次(사랑은... 하나다) - 2月 20日 SBS 《人氣歌謠》 1位 - 2月 27日 SBS 《人氣歌謠》 1位 - 3月 3日 Mnet 《M! Countdown》 1位 - 3月 6日 SBS 《人氣歌謠》 1位(Triple Crown) - 3月 10日 Mnet 《M! Countdown》 1位 - 3月 12日 MBC 《Music Camp》 1位 - 3月 19日 MBC 《Music Camp》 1位 - 爱上思念的荆棘树(그리움을 사랑한 가시나무) - 5月 14日 MBC 《Music Camp》 1位 - 5月 21日 MBC 《Music Camp》 1位 - 大喊想念你(그리움을 외치다) - 12月 17日 MBC 《Music Camp》 1位 - 12月 22日 Mnet 《M! Countdown》 1位 |
| 2006年 | - 大喊想念你(그리움을 외치다) - 1月 8日 SBS 《人氣歌謠》 1位(Mutizen Song) |

## 外部連結
- empas（页面存档备份，存于） 
- Tei Music Island官方網頁（页面存档备份，存于） 
- 歌迷網頁（页面存档备份，存于） 
- Tei的夢想電台Instagram帳戶
- Tei的Instagram帳戶
- Tei的X（前Twitter）